# Coppa Placci 2008
La Coppa Placci 2008, cinquantottesima edizione della corsa e valida come evento dell'UCI Europe Tour 2008, si svolse il 6 settembre 2008, per un percorso totale di 200 km. La vittoria fu appannaggio dell'italiano Luca Paolini, che completò il percorso in 4h58'23", precedendo i connazionali Enrico Gasparotto e Mauro Finetto. 
I corridori che presero il via da San Marino furono 134, mentre coloro che tagliarono il traguardo di Imola furono 57. 

## Ordine d'arrivo (Top 10)
| Pos. | Corridore         | Squadra        | Tempo    |
| ---- | ----------------- | -------------- | -------- |
| 1    | Luca Paolini      | Acqua & Sapone | 4h58'23" |
| 2    | Enrico Gasparotto | Barloworld     | s.t.     |
| 3    | Mauro Finetto     | CSF Group      | s.t.     |
| 4    | Francesco Ginanni | Diquigiovanni  | s.t.     |
| 5    | Donato Cannone    | NGC Medical    | s.t.     |
| 6    | Raffaele Ferrara  | LPR Brakes     | s.t.     |
| 7    | Fabio Sacchi      | Preti Mangimi  | s.t.     |
| 8    | Giampaolo Caruso  | Cer. Flaminia  | s.t.     |
| 9    | Pasquale Muto     | Miche          | s.t.     |
| 10   | Massimo Giunti    | Miche          | s.t.     |